# 聖ウルスラの聖遺物箱
『聖ウルスラの聖遺物箱』（せいウルスラのせいいぶつばこ、蘭: Ursulaschrijn、英: St. Ursula Shrine）は彫刻と鍍金を施された聖遺物箱 (87x33x91センチ) で、初期フランドル派の画家ハンス・メムリンクが1489年ごろ、板上に油彩で描いた絵画で装飾されている。寄進者や制作した画家に注意を向けるためのものではない、純粋に典礼用のものである。作品は、ブルッヘにある旧聖ヨハネ病院 (Sint-Janshospitaal) 内のハンス・メムリンク美術館に所蔵されている。
作品は現在の美術館の所在地である聖ヨハネ病院により委嘱されたものである。『聖カタリナの神秘の結婚』や『ヤン・フロレインスの三連祭壇画』 (ともに旧聖ヨハネ病院内ハンス・メムリンク美術館) などのほかのメムリンクの作品とは異なり、 本作には署名も制作年も記されていない。作品は、聖ウルスラの祝祭日にのみ一般公開された聖ウルスラの聖遺物を納めている聖堂型容器である。その聖遺物は、1489年11月21日に容器の中に厳粛に収納された。

## 聖遺物容器

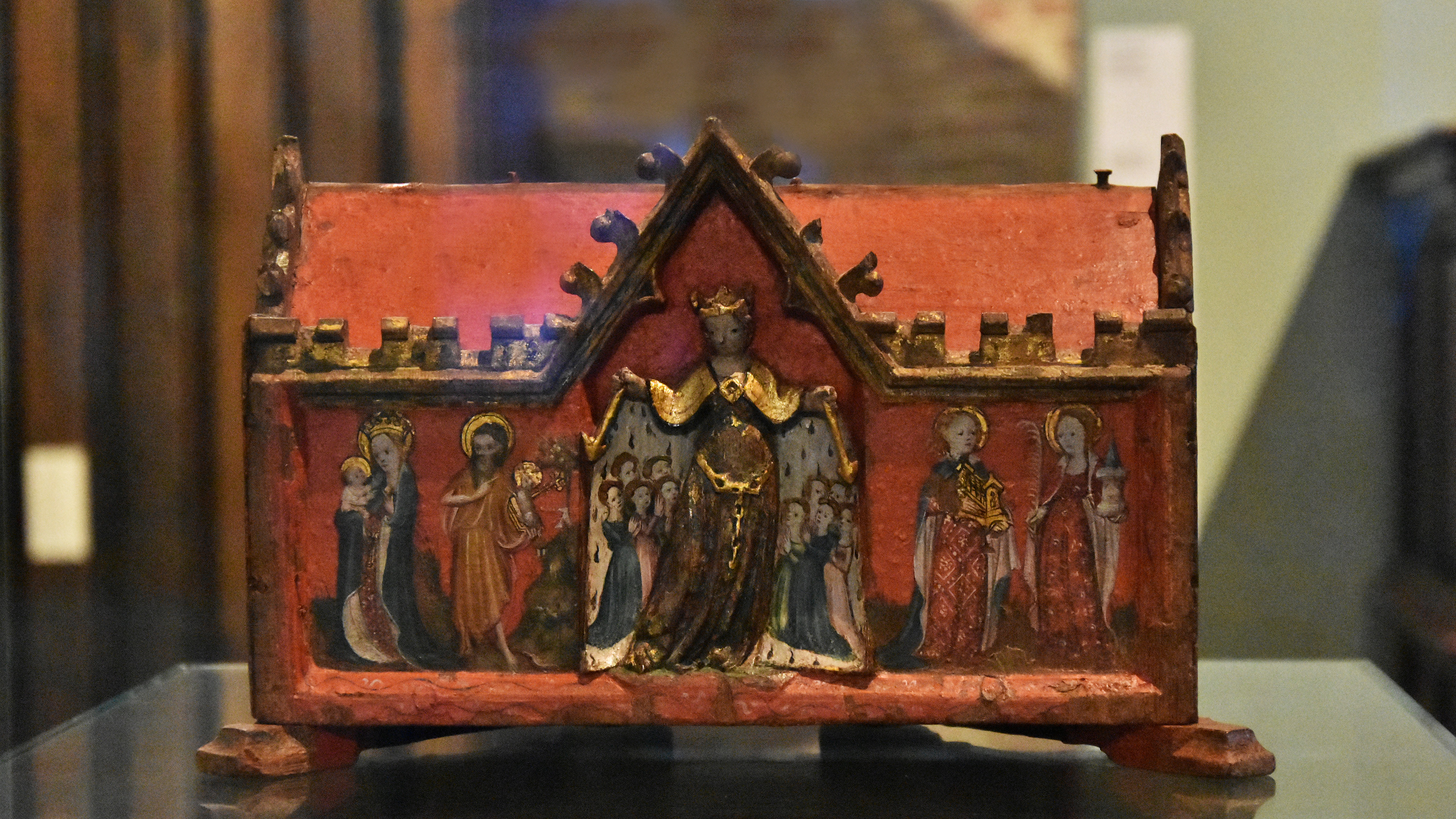
フランドル派『小聖ウルスラの聖遺物箱』 (1400-1420年)、旧聖ヨハネ病院内ハンス・メムリンク美術館

聖遺物とは、さまざまな聖人の遺骨や衣服、刑具など、その生涯や殉教にまつわる品である。これらの聖遺物は、病の治癒などの奇跡を生む力を秘めると信じられたために熱烈な礼拝の対象とされた。ロマネスクからゴシック期に異様な高まりを見せた巡礼の参加者たちが第一に目指したのも、各地の巡礼聖堂に宝物として祭られる聖遺物の礼拝であった。
これら聖遺物が金銀宝石を散りばめた豪華な容器に収められたのも、きわめて当然の成り行きであった。容器の形式には各種のタイプがあるが、一番歴史が古く、数の点でも多いのは箱型と聖堂型である。メムリンクの『聖ウルスラの聖遺物箱』もこの聖堂型である。中に何が納められていたのかは今となっても知る由もない。しかし、その聖遺物はメムリンクの聖遺物箱に納められる以前は、1400-1420年に制作された別の聖遺物箱に納められていたようである。この聖遺物箱も現存している。

## 主題
聖女伝説の中でも、ブルターニュの王女ウルスラ伝は、1万1千人が殉教したというスケールの大きさで群を抜いている。ヤコブス・デ・ウォラギネの『黄金伝説』によると、イングランド王から息子との結婚を迫られたウルスラは、相手のキリスト教への改宗を求めるだけにとどまらず、「10人の乙女を選りすぐって私の連れとし、私と乙女たちにそれぞれ侍女を千人ずつ与えてください」と要望した。その結果、1万1千人が集められたが、一行は各地を巡った後、ケルンでフン族の手にかかって殉教する。実際は、古い記録にある「11」という数字が誤って千倍に解釈されたという説が有力で、確かなことはケルンで何人かの女性が一緒に殉教したことだけである。なお、キリスト教に歴史的実証が導入された第2バチカン公会議 (1962-1965年) 以後、聖ウルスラは実在が疑われて、聖人暦から抹消されている。

## 作品
容器は、金細工職人の慣例的形式に則ったゴシック式礼拝堂の形をしている。北ヨーロッパに典型的な上部が尖った屋根型覆いがあり、両側には3点の円形画 (トンド) がある。それらの円形画はメムリンクの工房に帰属されるが、片側の3点は「教皇とともにいる最初の11人の処女」、「枢機卿」、「司祭とエテリウス (聖ウルスラ伝説の登場人物) 」で、もう一方の側の3点は「聖母戴冠と聖三位一体」とその左右の「天使」像である。

### 正面と側面の絵画

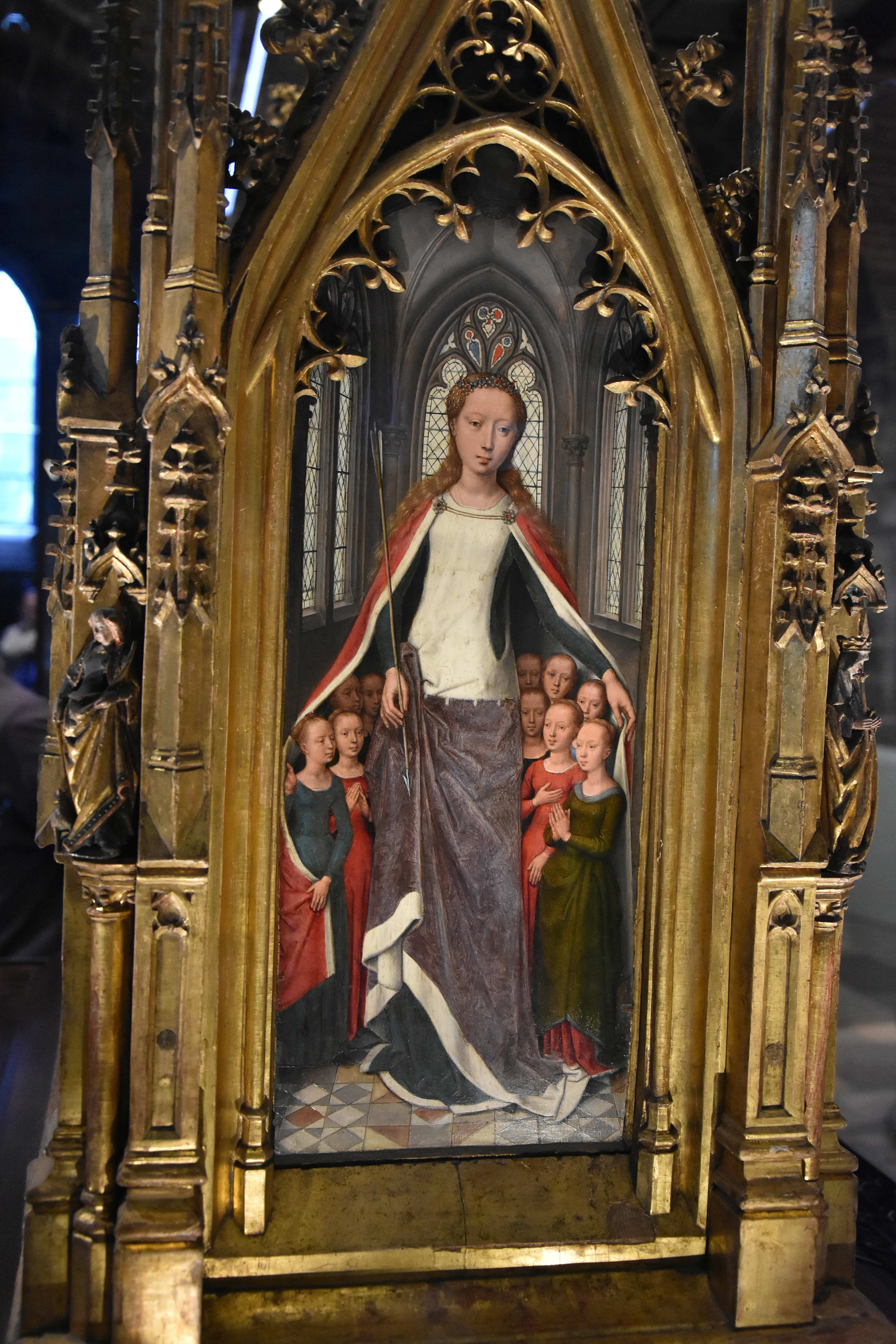
「聖なる処女を加護する聖ウルスラ」
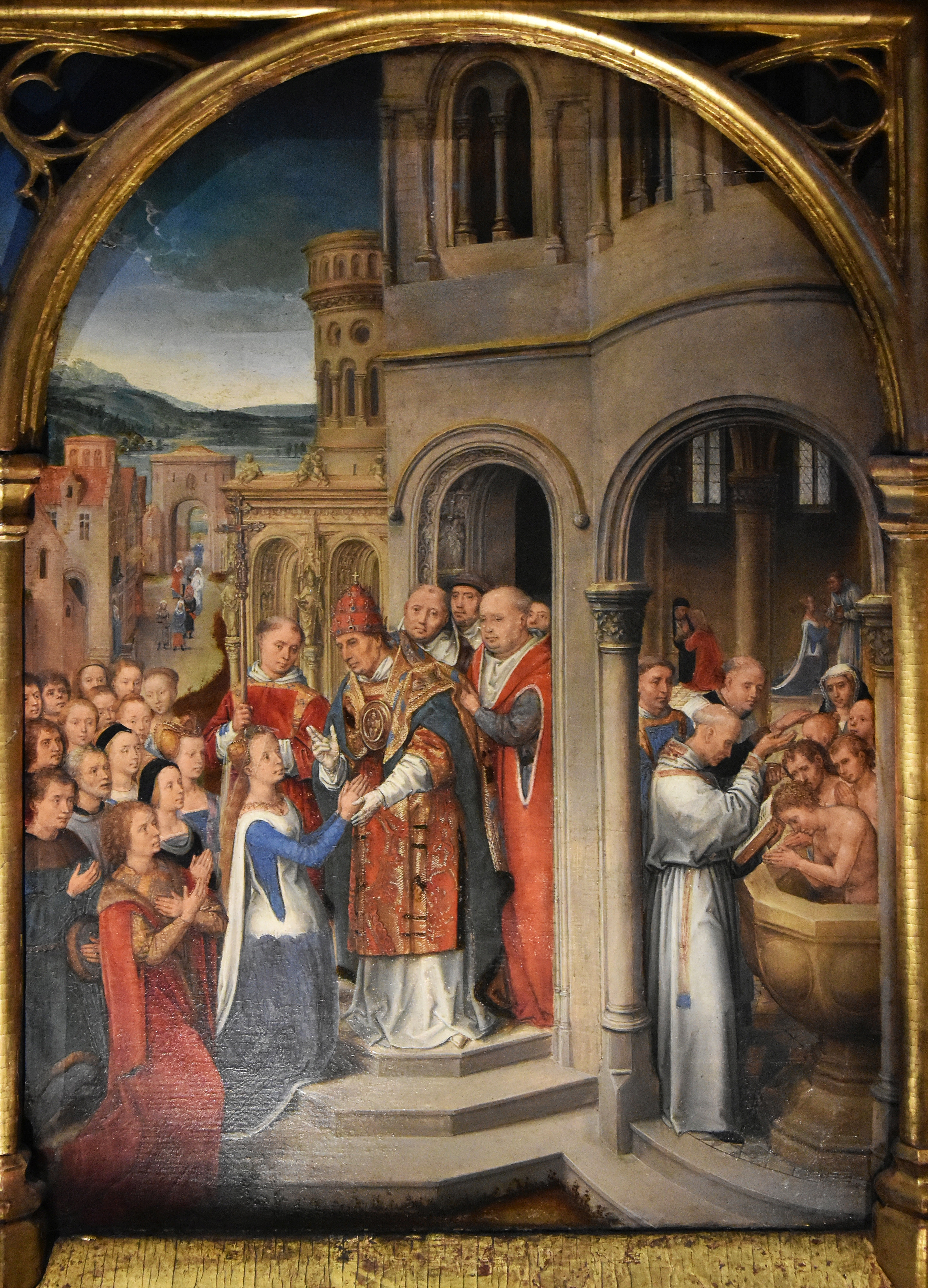
「ローマ到着」
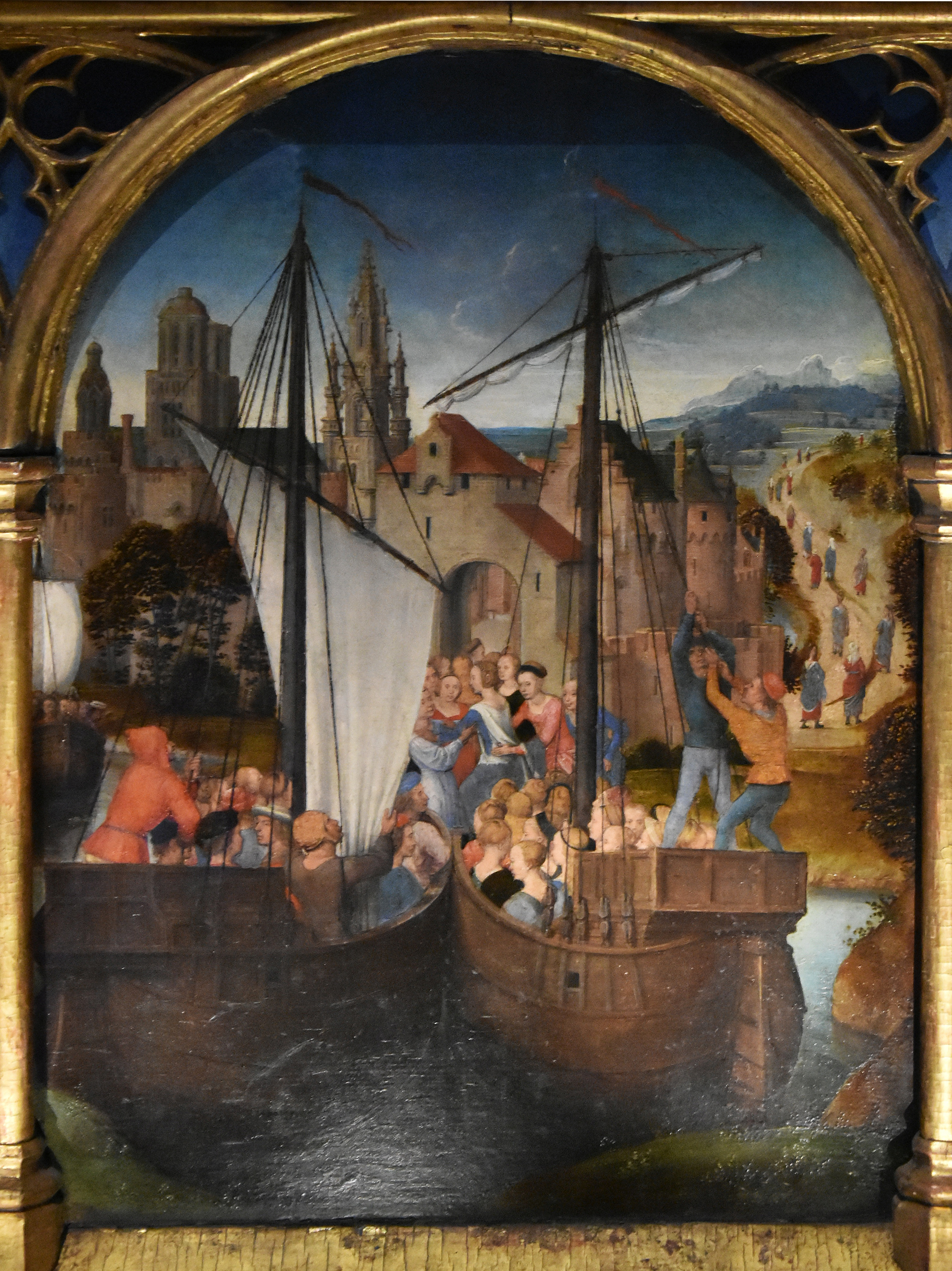
「バーゼル到着」
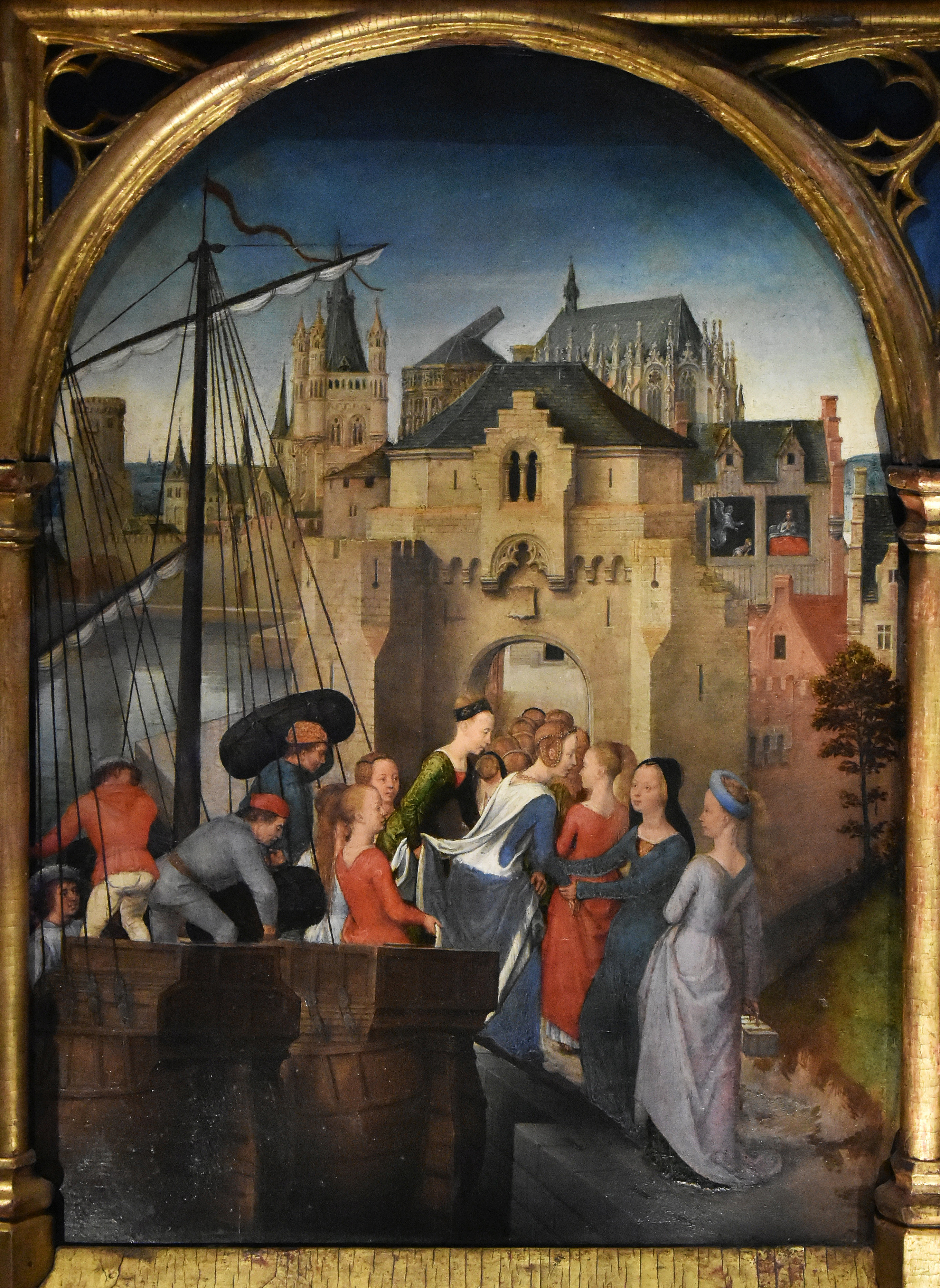
「ケルン到着」

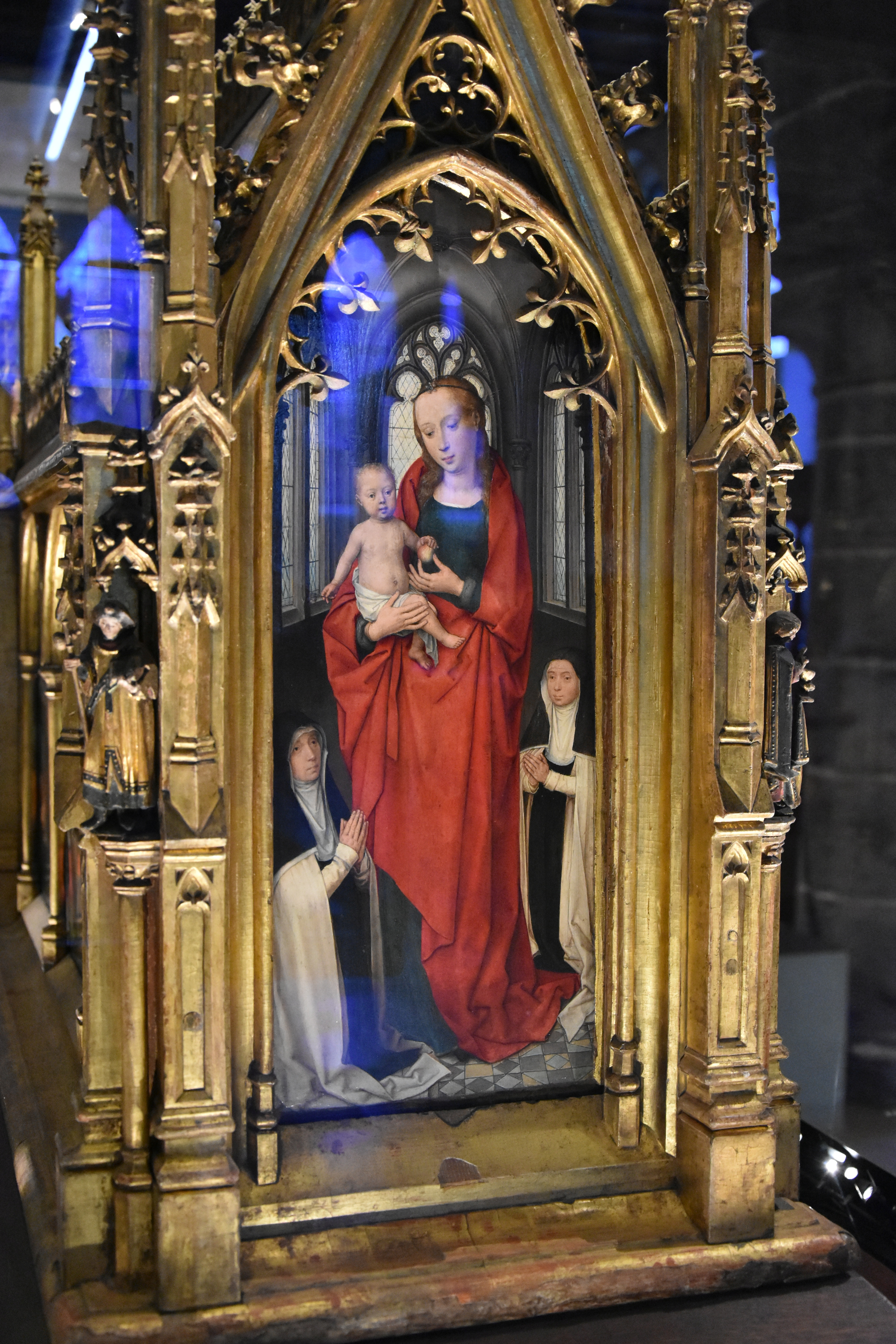
「2人の修道女 (女子修道院長を含む2人の寄進者) とともにいる聖母子」
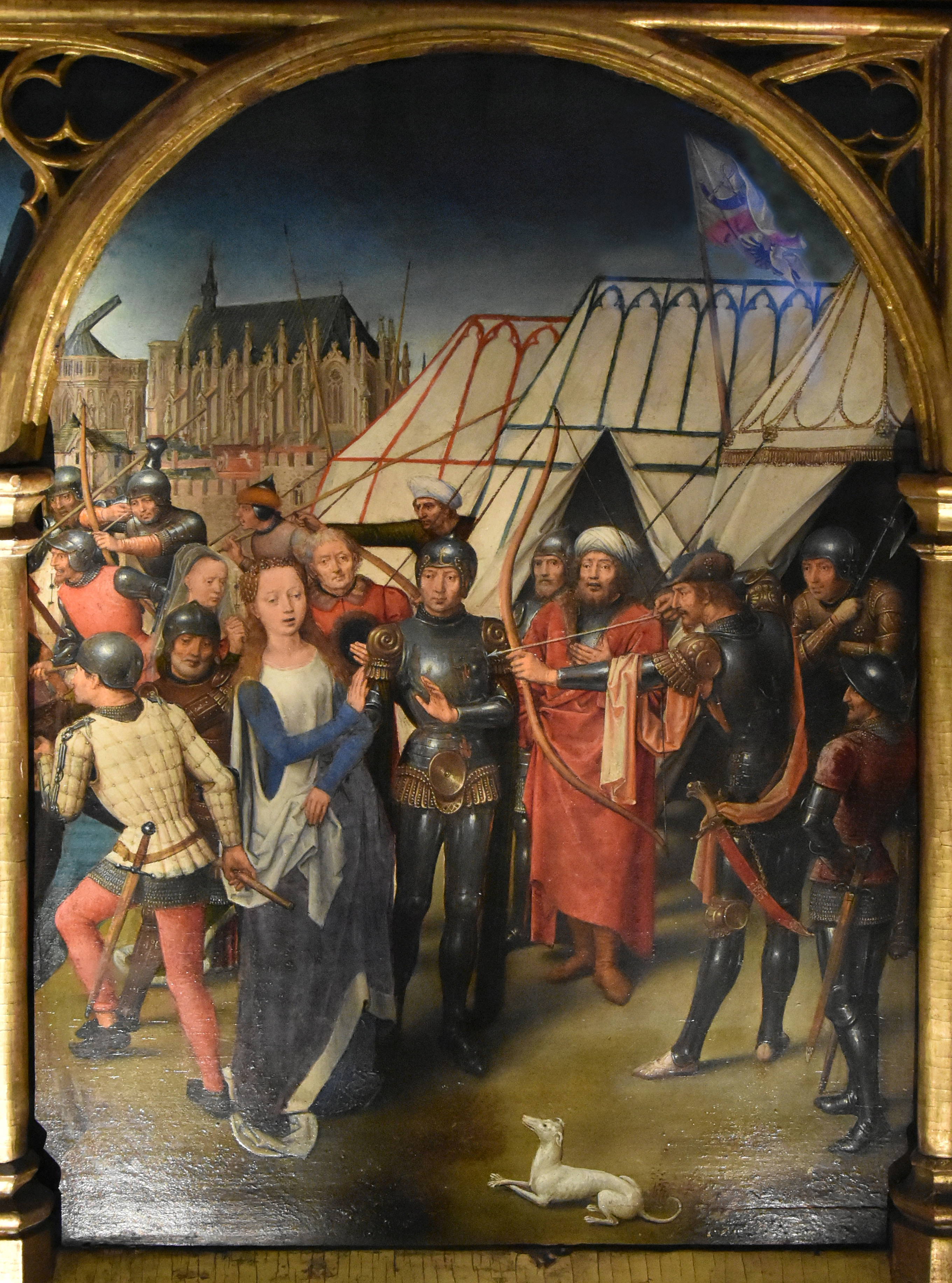
「聖ウルスラの殉教」
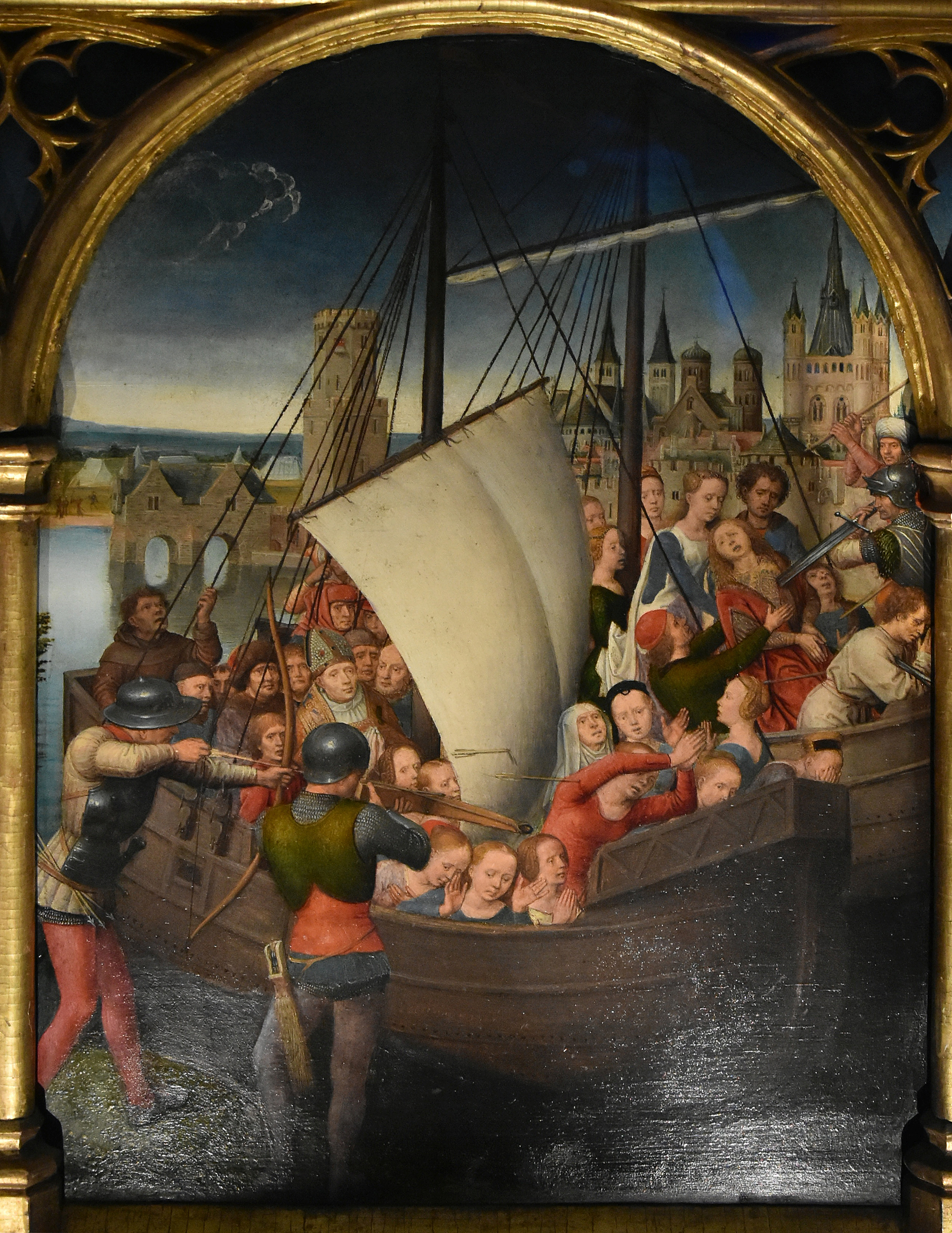
「乙女たちの殉教」
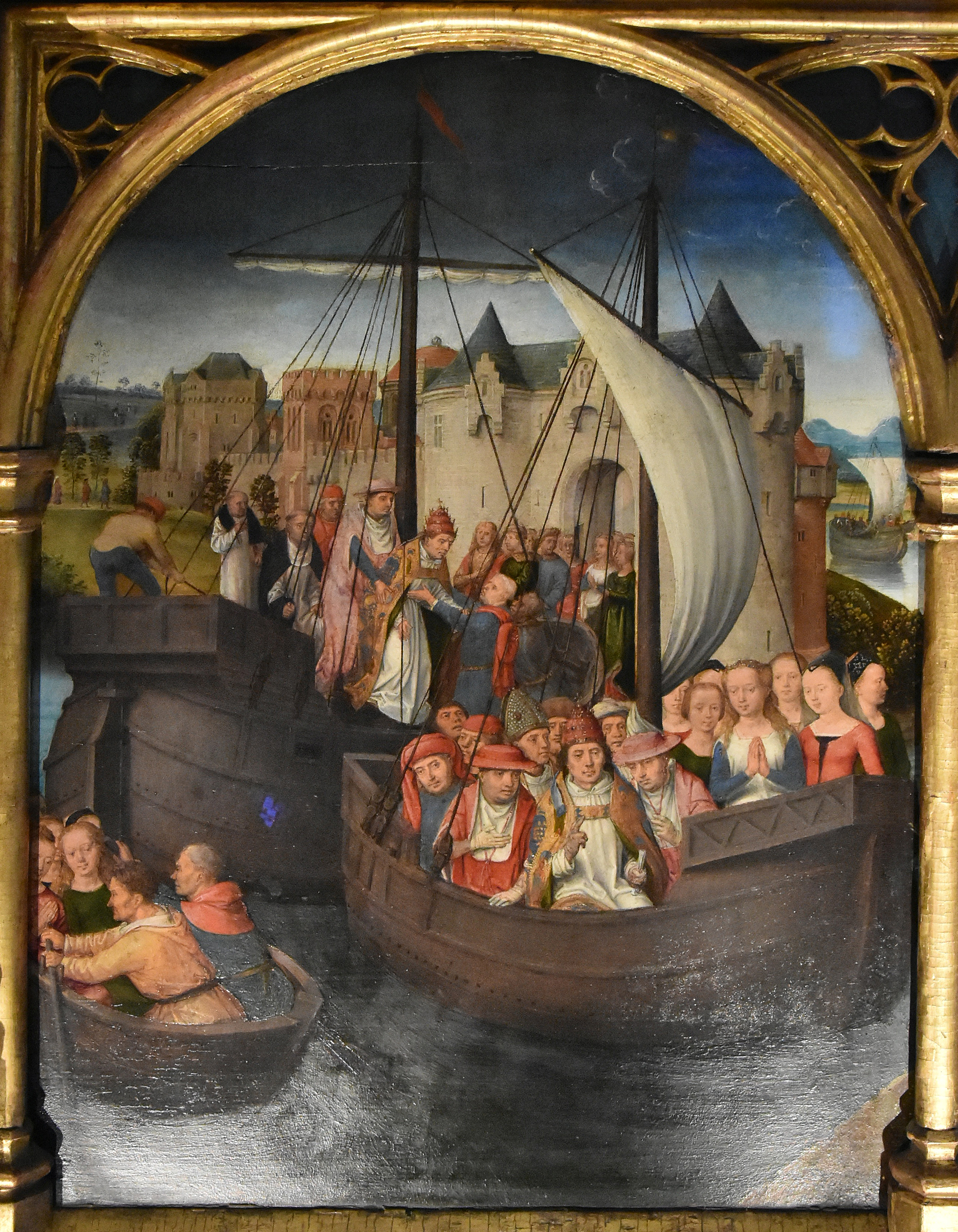
「バーゼル出発」

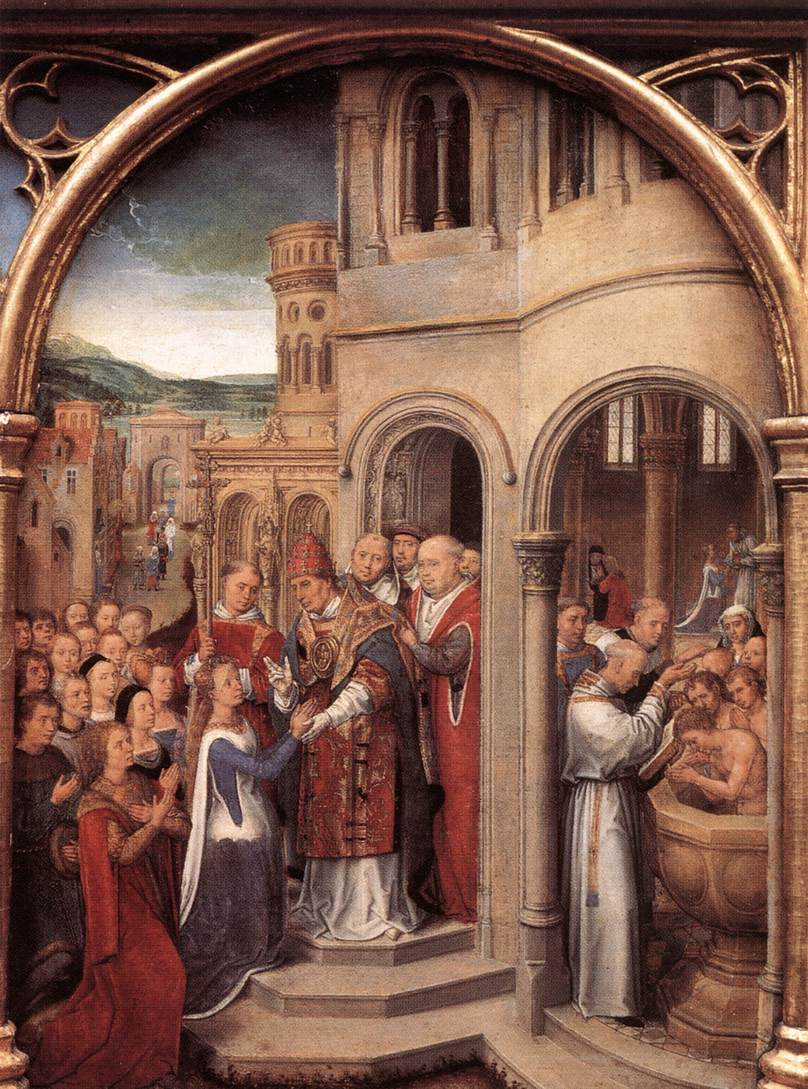
ローマ到着

容器前後のファサード (正面) 部分には、「聖なる処女を加護する聖ウルスラ」と「2人の修道女 (女子修道院長を含む2人の寄進者) とともにいる聖母子」が描かれている。どちらの場面も、聖堂内部の遠近法を模倣して描かれた壁龕の中に組み込まれている。
側面部分の小さなアーケードの下には、聖ウルスラの生涯と殉教にまつわる6つの場面があるが、それは同時代の教会のステンドグラスの様式に類似しており、教会のステンドグラスの代わりとなるものである。6つの場面は以下のものである。
- 「ケルン到着」　ウルスラ一行はローマへ向かう途上でケルンに上陸する。画面には、瀟洒な身なりのウルスラが船から降りるところが表されている[5]。
- 「バーゼル到着」　ウルスラ一行はさらにライン川を遡って、バーゼルで下船する。画面中央光景には、徒歩でローマに行くためアルプスを登っていく一行の姿が描かれている[5]。
- 「ローマ到着」　ローマにやってきた一行は、教皇宮殿で教皇キリアクス（英語版）に歓迎される。画面右前景では、一行を護衛する男たちが洗礼を施されている。夢の中でウルスラと殉教する運命を告げられたキリアクスは教皇の地位を捨て、ウルスラ一行に随行してローマを離れるが、歴代教皇一覧から名前を抹消される[5]。
- 「バーゼル出発」　ウルスラ一行とキリアクスらは船でバーゼルを発つ[5]。
- 「乙女たちの殉教」　キリスト教の伝播を恐れたローマ帝国の軍人たちから依頼されて、フン族の将軍たちはケルンでウルスラ一行を待ち伏せし、ウルスラに随行した乙女たちを皆殺しにする[5]。
- 「聖ウルスラの殉教」　乙女たちが虐殺された後、ただ1人残ったウルスラはフン族の将軍に求婚されるが、拒否し、矢で胸を射抜かれて殉教する[5]。

全ての場面は北ドイツの町々 (未完成の大聖堂のあるケルンなど) に設定されており、出来事の細部にまで非常な注意を払って描かれている。
装飾は、尖塔、穴を開けたフリーズを含め国際ゴシック様式の彫刻により仕上げられている。四隅の柱には、聖大ヤコブ、小ヤコブ、福音書記者聖ヨハネ、聖アグネス、ハンガリー王女エルジェーベトの彫像がある。